# Evgenia Lichtner
Evgenia Lichtner (russisch Евгения Лихтнер; * 1993 in Omsk, Russland) ist eine deutsche Schauspielerin.

## Leben
Evgenia Lichtner kam im Alter von sechs Jahren als Tochter einer Russlanddeutschen Mutter und eines aus Sibirien stammenden Vaters nach Deutschland. Sie wuchs in Oldenburg (Oldb) auf und trat im Alter von sieben Jahren der Theatergruppe des internationalen Kinder – u. Jugendprojekthaus Oldenburg bei. Dort spielte sie bereits im Kindesalter tragende Rollen in Stücken, die Themen wie den Nationalsozialismus, Fabeln und coming of age beinhalteten. Im Anschluss spielte sie als Jugendliche in der Jugend Theatergruppe der Kulturetage, wo sie sowohl ihre Vorliebe für Schauspiel – als auch ihre Interkulturelle Kompetenz entfalten konnte. Parallel zum Theater, nahm Evgenia Lichtner Ballettunterricht. Die internationalen Theaterprojekte in Polen, Frankreich und Spanien ermöglichten einen kulturellen Austausch und gesellschaftspolitischen Dialog, was die Basis für die zukünftige Laufbahn wurde. Evgenia zog nach dem Abitur am Alten Gymnasium Oldenburg nach Valencia, unterrichtete dort Englisch und baute ihre Spanischkenntnisse aus.
Evgenia Lichtner spielte Eva Schloss Doku Drama Meine Tochter Anne Frank (HR, WDR, RBB) und besuchte von 2015 bis 2018 die Schauspielschule Charlottenburg in Berlin, wo sie während des Studiums in einigen Kurzfilmen spielte, wie Das Abendmahl / The supper, (2017), was auf dem Aviv Festival in Cannes seine Premiere hatte. Fortlaufend spielte sie unter anderem in Fernsehserien wie Blutige Anfänger (ZDF), Die Drei von der Müllabfuhr (ARD) und Mord in Wien (ORF, ARD).
Evgenia Lichtner spricht fließend russisch, deutsch, englisch, französisch, spanisch und italienisch.

## Filmografie (Auswahl)
- 2014: Meine Tochter Anne Frank (Fernsehfilm)
- 2017: Das Abendmahl / The Supper (Kinokurzfilm)[2]
- 2017: Über den See (Kurzfilm)
- 2017: Depths of Colors (Kinokurzfilm)
- 2019: Ode an die Fantasie (Kurzfilm)
- 2020: Blutige Anfänger (Fernsehserie)
- 2020: Sudan (Experimentalfilm)
- 2021: Die Drei von der Müllabfuhr (Fernsehserie)
- 2021: White Crow (Kinokurzfilm)
- 2022: Chekhov's: A work of Art (Kinokurzfilm)[3]
- 2022: Déjà-Vu (Mittellangfilm)
- 2023: Die Verdorbene (Kinokurzfilm)
- 2025: Mord in Wien – Der letzte Bissen (Fernsehreihe)[4]